# Тайский массаж
Та́йский масса́ж (тайск. นวดแผนโบราณ, «нуат пхэн боран», или тайск. นวดแผนไทย, «нуат пхэн тхай», или тайск. นวดไทย, «нуат тхай») — особое направление массажа, делающее акцент на точечное воздействие и практикуемое в Таиланде.

## История
Искусство классического тайского массажа формировалось под влиянием древней культуры Китая и Индии и приобрело нынешний вид благодаря долгой практике, наблюдению за природой человеческого тела, методом проб и ошибок создавая чёткую систему оздоровительной терапии. 

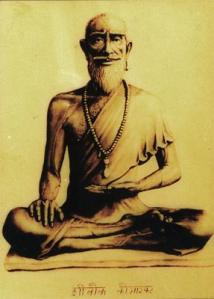
Основатель тайского массажа: Дживака Кумар Бхаши

Отцом-основателем тайского массажа считают доктора Дживака Кумар Бхаши, личного лекаря одного из индийских царей, правившего более двух тысяч лет назад. Тайский массаж всегда использовался в терапевтических целях совместно с тайской традиционной медициной. Древние знания передавались мастерами из поколения в поколение путём индивидуального обучения. Тысячу лет назад из-за отсутствия письменности эти знания не документировались вплоть до Сукхотайского периода, когда король Рамкхамхенг положил начало тайской грамоте в 1277 году. Предполагают, что мастера массажа тех времён уже могли документировать знания вплоть до Аюттхайского периода, но полное разорение бирманцами Аюттхаи в 1765 году не оставило свидетельств записи системы массажа.
Документальные свидетельства учения сохранились лишь с начала Бангкокского периода, в частности, во время правления королей Рамы III и Рамы V.
Король Рама III в 1832 году основал первый университет Таиланда при монастыре Ват Пхо, который стал первым высшим учебным заведением для обучения простых граждан. На шестидесяти мраморных плитах и на стенах храма расположены изображения и диаграммы линий воздействия на тело и акупрессурных точек. Тогда же было изготовлено восемьдесят статуй, изображающих растяжки и позы из йоги, двадцать шесть из которых до сих пор находятся на территории Вата Пхо.
В 1870 году король Рама V приказал собрать и заново переписать тексты по тайской традиционной медицине, тайскому массажу и йоге. Эта работа была завершена в 1906 году.

## Виды тайского массажа
Существуют два основных подхода к выполнению тайского массажа: королевский и традиционный.

### Королевский тайский массаж
Как следует из названия, выполнялся для правящей элиты и имеет ряд этических ограничений в технике.
Особенностью этого вида является то, что массажист передвигается на коленях вдоль массируемого, постоянно держит дистанцию от тела пациента в один фут; массируемый никогда не ложится на живот; массажист использует только свои руки, в основном большие пальцы, иногда внешнюю часть запястья, дотрагиваясь до пациента только рабочей поверхностью рук. Массаж начинается от колен и продолжается вверх по ногам; затем производится массаж ног и потом — ступней. Не применяются позиции растяжки. Также нельзя переступать через человека и работать в позиции «между ног» пациента.

### Традиционный тайский массаж
Это основное направление массажа, распространённое для применения в практике и обучения (особенно для иностранцев). Особенностью этого вида и подвидов является более близкий контакт с пациентом: при массаже используются большие пальцы рук, поверхность ладони и её основание, внешняя часть запястья, локти, предплечья, колени и ступни, а также бамбуковые палочки.

## Процедура массажа

### Эффект от тайского массажа
- Улучшение кровообращения, разогрев массируемой области, снятие отёчности.
- Улучшение силы и эффективности работы мышц, выведение токсинов, снятие напряжения, расслабление сухожилий и улучшение их эластичности.
- Стимулирование и улучшение активности нервной системы.
- Расслабленное и глубокое дыхание.
- Улучшение эластичности пищеварительного тракта, массаж области желудка предотвращает несварение.
- Улучшение притока крови к коже, улучшение состояния кожи, разглаживание рубцов.

### Противопоказания
| - Беременность. - Онкологические заболевания. - Все хронические заболевания в стадии обострения. - Жар. - Повреждение или воспаление мышц. Необходимо сделать горячий компресс, если повреждение давнее и нет покраснения, делать массаж следует весьма осторожно. - При свежем повреждении мышц при наличии покраснения и горячего на ощупь участка тела следует сделать холодный компресс, повреждённая область не массируется. - Не массируется область свежего перелома кости или при повреждении суставов. | - При варикозном расширении вен эта область не массируется. - Массаж противопоказан при заразной болезни кожи. Можно делать массаж при неинфекционном поражении кожи, избегая области сыпи. - Интоксикация алкоголем или лекарствами. - При нетяжёлых болезнях сердца, диабете должны использоваться специальные меры предосторожности. Если массажируемый голоден, следует предложить ему лёгкую закуску. Если он слишком сыт, то стоит избегать определённых положений (напр. позиции лёжа на животе) и воздействия на брюшную область. - Не воздействовать на массируемого очень сильно, чтобы не создать ему дискомфорт. - Массажист не должен играть роль врача. |

### Подготовка к тайскому массажу
Следует обеспечить спокойную и приятную обстановку, способствующую расслаблению и комфорту.
Пол и матрац должны быть высокого качества.
Массажист должен иметь хорошее настроение и физическое состояние.
Одежда массажиста и массируемого должна быть удобной.

### Сен Сип — десять главнейших линий жизненной энергии
Тайский массаж работает на основе стимуляции жизненной энергии посредством надавливания на Сен Сип или Праны («ветер жизни»). Сен Сип, или десять главных линий, состоят из 72 000 каналов жизненной энергии, которые протекают через всё тело. Правильная техника воздействия на эти линии поможет поддержать баланс жизненной энергии тела и ума путём освобождения от блокировок и увеличение потока энергии по этим линиям. В анатомическом смысле, нажимая на эти энергетические точки, массажист стимулирует кровообращение, увеличивает чувствительность нервных окончаний, улучшает подвижность и гибкость тела, способствует расслаблению.
Все десять линий проходят из области вокруг пупка на ширину двух пальцев ниже брюшной поверхности и проходят через всё тело в различных направлениях с выходом в десяти точках.
1. Сен Итха начинается на ширину одного пальца левее пупка и проходит через лобковую и внутреннюю часть левого бедра в направлении задней части, протекает вдоль позвоночника по направлению к голове и возвращается, заканчиваясь в левой ноздре.
2. Сен Пингкла начинается правее пупка на ширину одного пальца и проходит через лобковую и внутреннюю часть правого бедра в направлении задней части, протекает вдоль позвоночника по направлению к голове и возвращается вниз, заканчиваясь в правой ноздре.
3. Сен Суммана начинается выше пупка на ширину двух пальцев и протекает по центру грудной клетки вверх, проходит вдоль горла и заканчивается на кончике языка.
4. Сен Канлатари начинается выше пупка на ширину одного пальца и разделяется на четыре ветви. Две линии протекают вверх, проходя через ребра и край плеча к обеим рукам, продвигаются вниз к обоим запястьям и всем десяти пальцам. Две нижние ветви протекают по внутренней поверхности бедёр, вниз к лодыжкам и всем пальцам на ногах.
5. Сен Сахасарунгси начинается левее пупка на ширину трёх пальцев и протекает вниз по внутренней части левого бедра вдоль левой ноги, внутренней стороне левой ступни и основанию всех пальцев на левой ноге. Затем потоки возвращаются к спине, двигаясь вдоль боковой стороны ступни вверх по внешней стороне ноги, вдоль левого бедра, рёбер, через сосок к подбородку, заканчиваясь в левом глазу.
6. Сен Тавари начинается правее пупка на ширину трёх пальцев и протекает вниз по внутренней части правого бедра вдоль правой ноги, внутренней стороне правой ступни и основанию всех пальцев на правой ноге. Затем потоки возвращаются к спине, двигаясь вдоль боковой стороны ступни вверх по внешней стороне ноги, вдоль правого бедра, ребер, через сосок к подбородку, заканчиваясь в правом глазу.
7. Сен Тьантапусунг начинается на ширину четырёх пальцев левее пупка, проходит вверх через левый сосок, по боковой стороне шеи, заканчиваясь в левом ухе. В том же направлении энергия протекает вдоль спины.
8. Сен Русум начинается на ширину четырёх пальцев правее пупка, проходит вверх через правый сосок, по боковой стороне шеи, заканчиваясь в правом ухе.
9. Сен Сукумунг начинается на ширину двух пальцев ниже пупка и немного левее, протекает вниз, заканчиваясь в анусе.
10. Сен Сиккини начинается на ширину двух пальцев ниже пупка и немного правее, протекает вниз, заканчиваясь в мочеиспускательном канале.

### Основные позиции массажиста
- позиция сидя
- сидя на пятках
- стоя на коленях
- стоя на одном колене

### Основные позиции рук
- нажим большим пальцем
- нажим двумя большими пальцами
- нажим скрещёнными большими пальцами
- большие пальцы впереди
- касающиеся большие пальцы
- разомкнутые большие пальцы
- нажим основанием ладони
- нажим всей ладонью
- нажим локтем
- нажим предплечьем

### Краткое описание массажа ноги
1. Воздать почести учителям.
2. Воздействие на 13 энергетических точек ступни:
  - воздействие большими пальцами на три точки вдоль центральной линии ступни, помогая корпусом
  - точное воздействие на три точки вдоль внешней стороны ступни
  - воздействие на четыре точки у основания пальцев ступни
  - воздействие на три точки вдоль внутренней стороны ступни, помогая корпусом
3. Массаж ноги:
  - точечное воздействие по двум линиям возле большой берцовой кости и по Soleus
  - точечное воздействие по двум линиям верхней части ноги (Gastrocnemius и Vastus medialis)
  - точечное воздействие по третьей линии от середины пяточного сухожилия над лодыжкой до середины внутренней части бедра (Vastus medialis и Sartorius)
  - точечное воздействия на сухожильные углубления и голеностопный сгиб (13 точек)
  - точечное воздействие на Tibialisanterior
  - точечное воздействие на Peroneus longus и Gastrocnemius
  - растирание колена
  - воздействие ладонями от колена до середины бедра
  - воздействие ладонями от колена по внешней стороне ноги
  - воздействие пальцами по внешней стороне ноги от коленного изгиба
  - нажим ладонями от бедра до нижней части ног
  - нажим ладонями вдоль нижней части ноги, повторить
  - растяжка верхней части ноги, воздействует на Extensor spinalis, Gluteus medius, Rectus femoris, Vastus lateralis, Vastus medialis.
  - растяжка нижней части ноги
  - массаж икр, воздействует на Gastrocnemius и Soleus
  - сдавливание икр ладонями, воздействие на Gastrocnemius, Soleus и Achilles tendon
  - массаж бедра пальцами, воздействует на Rectus femoris
  - сдавливание бедра ладонями, воздействует на Vastus lateralis, Vastus medialis
  - многоступенчатая растяжка тазобедренной части (не применяется для пациентов с больным сердцем, при гипертонии, диабете, для беременных и менструирующих женщин), воздействует на Rectus femoris, Vastus lateralis, Vastus medialis, Gracillis, Hamstring group, Gluteus maximus
  - воздействие на подколенное сухожилие
  - воздействие методом «ворота ветра» на тазовом сгибе (не применяется для пациентов с больным сердцем, при гипертонии, диабете, для беременных и менструирующих женщин), наблюдаемый эффект — ощущение тепла в ноге.
  - растяжка ноги
  - растяжка ахиллового сухожилия, воздействует на Gastrocnemius, Soleus и Achilles tendon
  - массаж пальцев ног
  - растяжка пальцев на ногах
  - тыльная растяжка пальцев ног.